# Montanima karavankensis
Montanima karavankensis is een vlinder uit de familie zakjesdragers (Psychidae). De wetenschappelijke naam van deze soort is voor het eerst geldig gepubliceerd in 1888 door Hofner.
De soort komt voor in Europa.